# Byrrhinus rufus
Byrrhinus rufus är en skalbaggsart som beskrevs av Maurice Pic 1935. Byrrhinus rufus ingår i släktet Byrrhinus och familjen lerstrandbaggar. Inga underarter finns listade i Catalogue of Life.